# Nádraží Veleslavín (metrostation)
Nádraží Veleslavín is een metrostation aan lijn A van de metro van Praag. Het station is geopend in 2015 als onderdeel van de verlenging ten westen van Deyvická.

Nemocnice Motol · Petřiny · Nádraží Veleslavín · Bořislavka · Dejvická · Hradčanská · Malostranská · Staroměstská · Můstek · Muzeum · Náměstí Míru · Jiřího z Poděbrad · Flora · Želivského · Strašnická · Skalka · Depo Hostivař